# Nokia Asha 210
Nokia Asha 210 — це дводіапазонний телефон з QWERTY-клавіатурою, що працює на операційній системі Series 40. Його було офіційно представлено 24 квітня 2013 року, і він є частиною серії функціональних телефонів Nokia Asha. Доступні версії як з однією, так і з двома SIM. Після випуску він продавався за 72 долари. Залежно від ринку та режиму, Asha 210 має спеціальну кнопку для програми WhatsApp, Facebook або web-браузера.  
Моделі, що продаються в Україні, підтримують українську, білоруську, англійську, румунську та російську мову.   